# Cairu
Cairu is een gemeente in de Braziliaanse deelstaat Bahia. De gemeente telt 14.736 inwoners (schatting 2009).